# Diacria trispinosa
Diacria trispinosa är en snäckart som först beskrevs av de Blainville 1821.  Diacria trispinosa ingår i släktet Diacria och familjen Cavoliniidae. Inga underarter finns listade i Catalogue of Life.